# Fulunäs
Fulunäs är en by norr om Sälenfjällen i Malung-Sälens kommun. Den ligger vid länsväg 311. Vid Fulunäs flyter åarna Görälven och Fulan samman och älven kallas därifrån och nedströms Västerdalälven.
2001 invigdes här ett monument kallat Fulunässoldaten, som rests till minne av de soldater som vaktade gränsen mot Norge under andra världskriget.